# Лепіно
Лепіно (пол. Lepino, нім. Leppin) — село в Польщі, у гміні Славобоже Свідвинського повіту Західнопоморського воєводства.
У 1975-1998 роках село належало до Кошалінського воєводства.